# بارگیر
- در صنعت ترابری، بارگیر قسمتی ثابت یا غیر ثابت از وسیله نقلیه باری است که کالا، داخل یا روی آن قرار می‌گیرد؛ بنابراین بخش پشتی وانت‌بارها، کامیون‌ها و تریلی‌ها بارگیر نام دارد.

## انواع بارگیرهای ترابری
- بارگیر ثابت

بارگیری است که قابل جدا شدن از قسمت کِشنده وسیله نقلیه باری نباشد.
- بارگیر غیر ثابت

بارگیری است که قابل جدا شدن از قسمت کشنده وسیله نقلیه باری باشد.
- کفی

بارگیر غیر ثابتی است دارای کف پوشیده و بدون دیواره اتاق بار که عموماً برای حمل آهن آلات رول، کالاهای بسته‌بندی شده و در برخی موارد کانتینر استفاده می‌شود.
- یخچالدار

نوعی از بارگیر با بدنه و سقف عایق بندی شده و مجهز به سامانه سردکننده‌است که عمدتاً برای حمل کالاهای فاسد شدنی به کار می‌رود.
- کمپرسی

نوعی از بارگیر با بدنه فلزی و مجهز به جک هیدرولیک بالابرنده برای تخلیه کالا است که برای حمل کالاهایی مانند مصالح ساختمانی مواد معدنی و جز اینها بکار می‌رود.
- اتاقدار

نوعی بارگیر ثابت است که دارای دیواره و کف پوشیده بوده و به منظور حمل بارهایی مانند کالاهای بسته‌بندی شده، فراورده‌های کشاورزی، دام و جز اینها بکار می‌رود.
- بونکر

نوعی بارگیر فلزی استوانه‌ای شکل مجهز به موتور تخلیه کالا است که برای ترابری کالاهای فله‌ای مانند گندم، سیمان، ملاس، چغندر و غیره بکار می‌رود.
- بارگیر بغلدار معمولی
- بارگیر جامبو
- بارگیر مسقف
- بارگیر کمرشکن
- بغلدار چادری
- تانکر مخزن دار